# Нове Дриґали
Нове Дриґали (пол. Nowe Drygały, нім. Ney Drygallen, 1938-45: Neu Drigelsdorf) — село в Польщі, у гміні Біла Піська Піського повіту Вармінсько-Мазурського воєводства. Населення — 166 осіб (2011).

## Демографія
Демографічна структура станом на 31 березня 2011 року:
|          | Загалом | Допрацездатний вік | Працездатний вік | Постпрацездатний вік |
| -------- | ------- | ------------------ | ---------------- | -------------------- |
| Чоловіки | 85      | 15                 | 62               | 8                    |
| Жінки    | 81      | 14                 | 49               | 18                   |
| Разом    | 166     | 29                 | 111              | 26                   |